# エスラ川
エスラ川（エスラがわ、Río Esla）は、スペイン・カスティーリャ・イ・レオン州レオン県とサモーラ県を流れる河川。長さは275km。ドゥエロ川の最大の支流であり、流域面積は16,081km2であって本流よりも広い。

## 地理

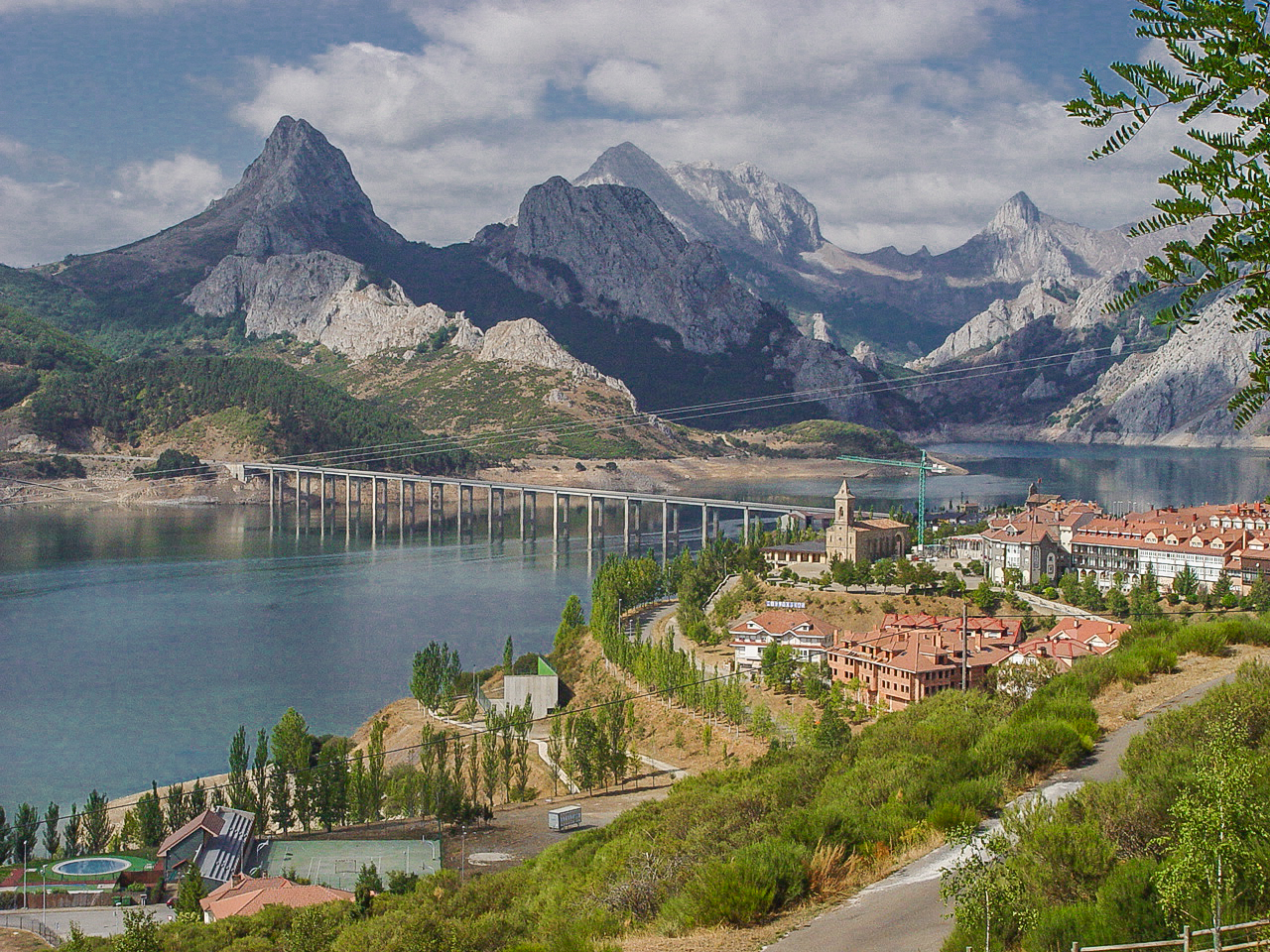
リアーニョ

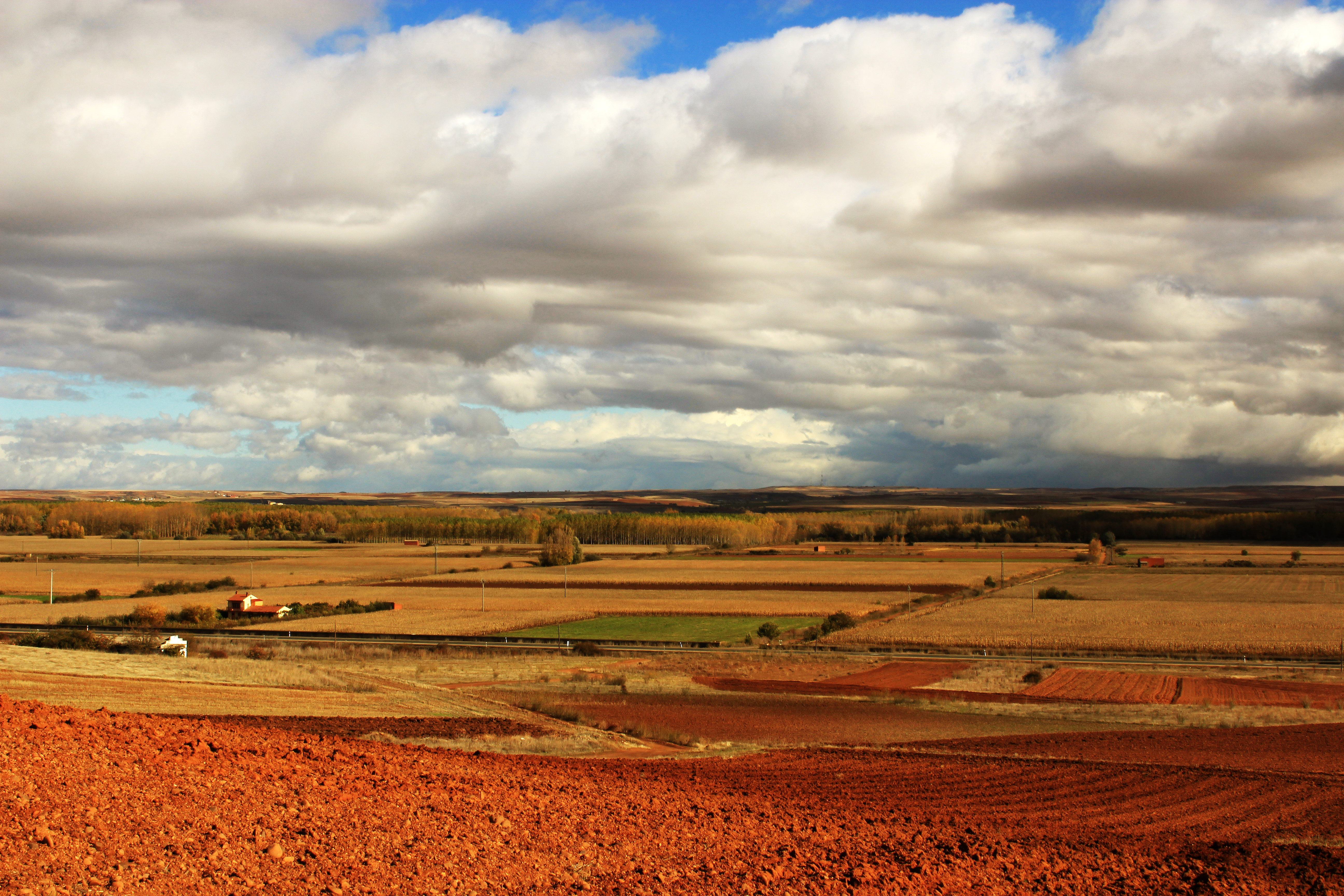
エスラ川流域の農地

カンタブリア山脈に端を発し、主に北から南に向かって流れる。カスティーリャ・イ・レオン州レオン県アセベドのフエンテ・デル・ナランコが源流であるとされることが多い。

## 歴史
古代ローマ時代にはアストゥラ川(Astura)として知られており、アストゥリアス人という名称はアストゥラ川に由来する。アストゥリアス人は現在のアストゥリアス州やレオン県に住んでいる住民の祖先である。この地域には河川に由来する地名が多く、ビリャファレ、ベガ・デル・エスラ、マンシーリャ・デル・エスラなどがある。
19世紀になると、ベガ・デ・トラルを灌漑するためにエスラ運河が建設された。1980年代には水力発電を行うためにダムや貯水池の建設が計画され、レオン県のエスラ川流域にある7つの集落が水没した。この際にはリアーニョの旧集落も水没したが、貯水池の脇に新たな町が建設された。

## 支流
- ベルネスガ川（英語版）
- セア川（英語版）
- オルビゴ川（英語版）
- ポルマ川（英語版）
- テラ川（英語版）
- アリステ川（英語版）